# Harry Fowler
Harry James Fowler (10 de diciembre de 1926 - 4 de enero de 2012) fue un actor de cine y televisión. Protagonizó en varios papeles juveniles, notablemente en Hue and Cry, hecha en 1947. Fowler luego se casó con una de las coprotagonistas de la película, Joan Dowling, quién se suicidó en 1954.
Durante el período de la Segunda Guerra Mundial, apareció en Angels One Five.
Tiene una voz reconocible ya que era utilizada para comerciales de televisión. 
Fowler murió el 4 de enero de 2012. Le sobrevive su segunda esposa, Kay.

## Filmografía selecta
- Those Kids from Town  (1942)
- Went the Day Well? (1942)
- Don't Take It to Heart (1944)
- Painted Boats  (1945)
- Hue and Cry (1947)
- A Piece of Cake (1948)
- For Them That Trespass (1949)
- Once a Sinner (1950)
- Scarlet Thread (1951)
- The Last Page (1952)
- The Pickwick Papers (1952)
- Up to His Neck (1954)
- Fire Maidens from Outer Space (1956)
- Behind the Headlines (1956)
- Lucky Jim (1957)
- The Heart of a Man (1959)
- Crooks Anonymous (1962)
- Flight from Singapore (1962)
- Lawrence of Arabia (1962)
- Ladies Who Do (1963)
- Tomorrow at Ten (1964)
- The Nanny (1965)
- George and Mildred (1980)
- Sir Henry at Rawlinson End (1980)
- Chicago Joe and the Showgirl (1990